# Comuna Vovkiv, Pustomîtî
Vovkiv (în ucraineană Вовків) este o comună în raionul Pustomîtî, regiunea Liov, Ucraina, formată din satele Hrabnîk, Kuhaiiv, Selîsko, Tovșciv, Vovkiv (reședința) și Zahirea.

## Demografie
Componența lingvistică a comunei Vovkiv
     Ucraineană (99,57%)
     Alte limbi (0,43%)
Conform recensământului din 2001, majoritatea populației comunei Vovkiv era vorbitoare de ucraineană (99,57%), existând în minoritate și vorbitori de alte limbi.